# Bartolomeo Altomonte

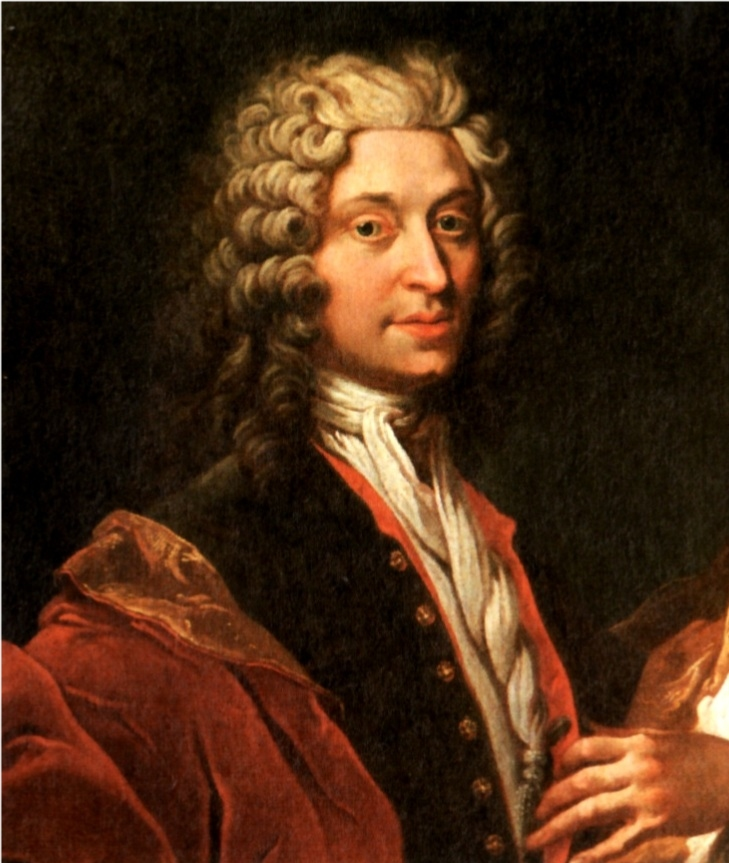
Selbstporträt Altomontes, Stift St Florian

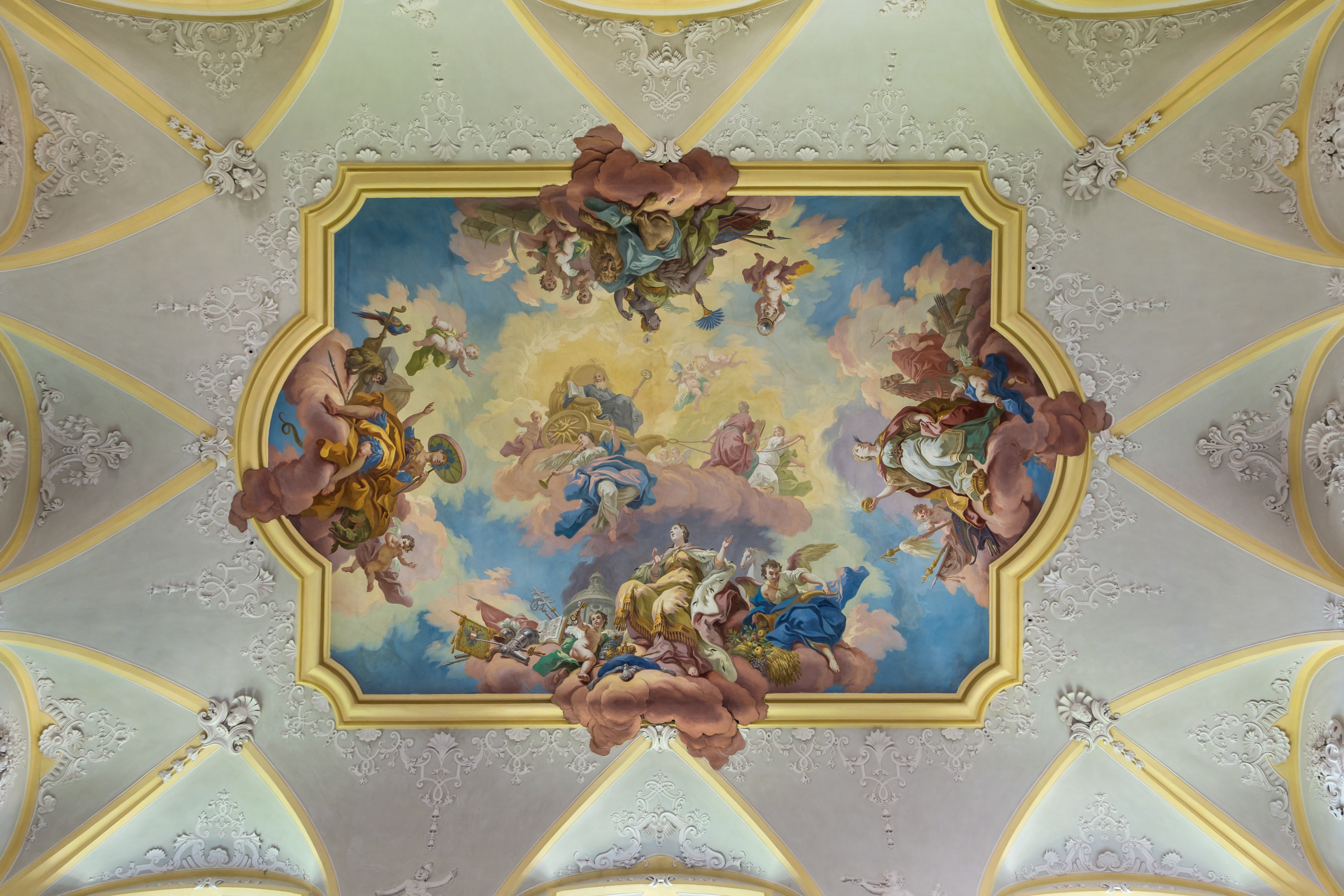
Deckenfresko der Abteistiege von Stift Seitenstetten (1744)

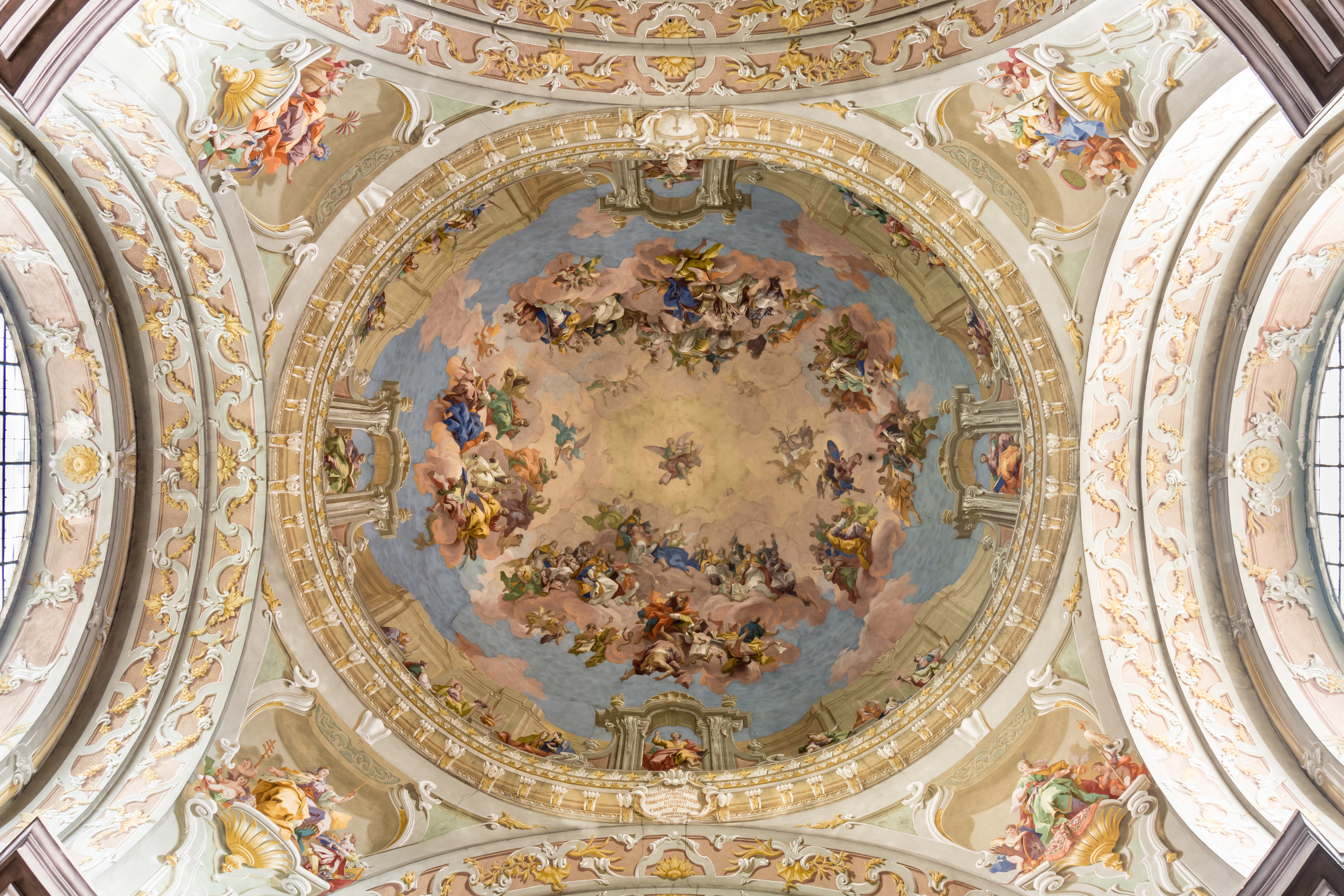
Kuppelfresko der Stiftskirche Herzogenburg (1754)

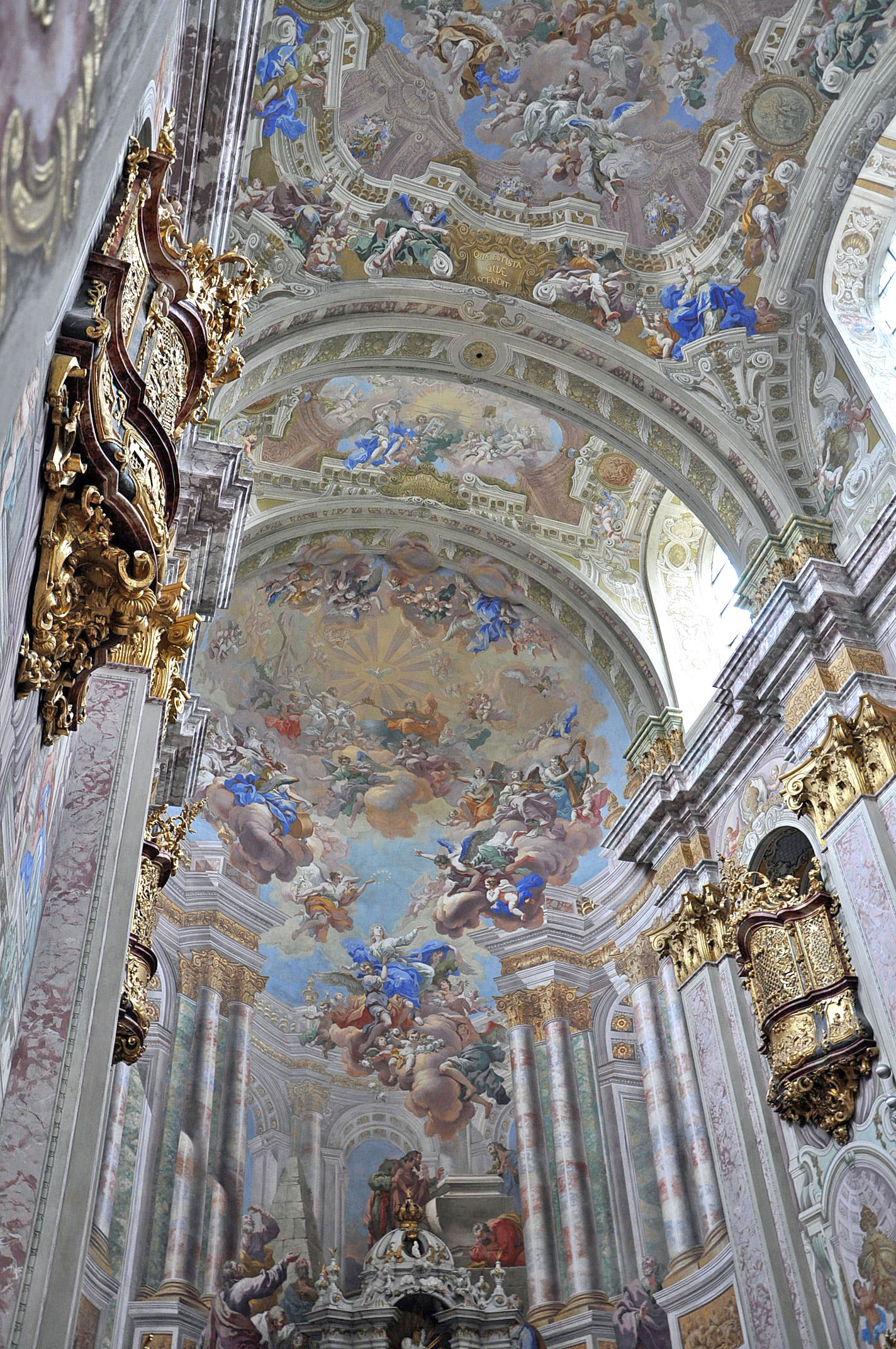
Wand- und Deckenfresken in der ehem. Stiftskirche Spital am Pyhrn (1737–1740)

Bartolomeo oder Bartholomäus Altomonte (ursprünglich hieß die Familie Hohenberg, schon Bartolomeos Vater hatte den Namen zu Altomonte italianisiert) (* 24. Februar 1694 in Warschau; † 11. November 1783 in Sankt Florian) war ein österreichischer Maler des Barock, der seinen Ruf hauptsächlich als Freskenmaler begründete.

## Leben
Bartolomeo kam 1694 als drittes von sechs Kindern in einer Vorstadt des heutigen Warschau zu Welt, da sein Vater Martino Altomonte damals Hofmaler des polnischen Königs Jan/Johann III Sobieski war. Sein Bruder Andreas (1699–1780) war als Architekt vor allem in Böhmen und Wien tätig. Er wurde später der erste Lehrer seines Sohnes. Im Alter von 23 Jahren 1717 begab sich Bartolomeo zum Studium der Malerei nach Italien. 1722 muss er wieder in Österreich gewesen sein, da er ab diesem Jahr gemeinsam mit seinem Vater in Stift St Florian arbeitete. 1730 heiratete er in St Florian Anna Magdalena Rendl, die Tochter eines wohlhabenden Linzer Bürgers. 1732 muss Bartolomeo Altomonte nach Wien übersiedelt sein, vier Jahre später lebte er wieder in Oberösterreich, wo auch ein Großteil seines Werkes zu finden ist. 1770 wurde er Mitglied der Akademie in Wien. Obwohl Altomonte viele Jahre vor allem für Kirchen und Klöster arbeitete und zahlreiche Werke schuf, scheint er im Alter verarmt zu sein. Ansuchen um finanzielle Unterstützung bei den oberösterreichischen Landständen wurden abgelehnt.
Bartolomeo Altomonte verbrachte die meiste Zeit seines Lebens in Linz, wo er Gemälde für Kirchen schuf – für die Minoritenkirche, die Ursulinenkirche, das Jesuitenkolleg, die Kirche der Barmherzigen Brüder u. v. a. m. Seine Wandmalereien finden sich hauptsächlich in Klöstern, so in den Stiften Admont (in der Steiermark), Kremsmünster, Garsten, St Florian, Wilhering (alle in Oberösterreich) und in Herzogenburg (in Niederösterreich). Als sein künstlerisches Hauptwerk gelten die Fresken in der ehemaligen Stiftskirche in Spital am Pyhrn in Oberösterreich. Manchmal arbeitete er mit seinem Vater zusammen, der anfangs oft die Entwürfe der Fresken schuf. Im Unterschied zu seinen Zeitgenossen, die sich häufig dem Rokoko verschrieben, blieb Bartolomeo Altomonte dem Barock und der Allegorie verhaftet.

## Würdigung
- Im bayrischen Aldersbach ist die Altomontestraße zu Ehren von Bartolomeo Altomonte benannt.[6]
- 1954 wurde in Linz die Altomontestraße nach Vater Martino und Sohn Bartolomeo Altomonte benannt.[7]

## Werke (Auswahl)
- ab 1722: Stift St Florian, Deckengemälde Dechantzimmer, Marmorsaal, Sommerrefektorium, Prälatensakristei, Bibliothek
- nach 1732: Wien St Stephan, Deckengemälde (Ölbild) Untere Sakristei
- 1734: Pfarrkirche Kammern, Ölbild hl. Benedikt
- 1737–1740: ehem. Stiftskirche in Spital am Pyhrn, Figuren der Decken- und Wandfresken, die Scheinarchitektur stammt von Francesco Messenta
- 1739(?)–1741: Stiftskirche Wilhering, Figuren der Deckengemälde, Scheinarchitektur von Francesco Messenta
- 1740(?): Wien Belvedere, Verklärung der Leiden Christi (Ölgemälde)
- 1744: Stift Seitenstetten, Deckenfresko der Abteistiege
- 1746: Kollerschlag Pfarrkirche hl. Joseph, Hochaltarbild Tod des heiligen Joseph
- 1746: Bad Zell Pfarrkirche, Kuppelfresko (die Scheinarchitektur stammt von Johann Georg Dollicher) und Hochaltarbild Taufe Christi
- 1751: Linz Minoritenkirche Verkündigung Mariae, Hochaltarbild Verkündigung Mariae
- 1751: Linz Johann von Nepomuk-Kapelle (ehem. Jesuitenkollegium), Altarblatt hl. Aloisius (vermutlich von Bartolomeo Altomonte)
- 1752: Bad Pirawarth Pfarrkirche Hll Barbara und Agatha, Hochaltarbild hl. Barbara, die Gemälde der Seitenaltäre (hl. Agatha und Vierzehn Nothelfer sind nicht sicher zugeschrieben)
- 1753–1755: Herzogenburg Stiftskirche, Figuren der Deckenfresken (Domenico Francia schuf die Architekturmalerei) – die Fresken des Chors stammen von Daniel Gran
- 1754: Offenhausen Pfarrkirche hl. Stephan, Hochaltarbild Steinigung des Heiligen Stephanus
- 1756: Linz Ursulinenkirche, Altarbilder der Seitenaltäre: der hll Anna und Maria, dem hl. Antonius, der hl. Ursula und der hl. Angela geweiht
- um 1760: Engelszell Stiftskirche Mariae Himmelfahrt, Deckenfresken Chor und Vorchor sowie Altarblätter, Deckenfresken Bibliothek
- 1761–1763: Herzogenburg Stiftskirche, Seitenaltarbilder
- 1766: Pfarrkirche Neukirchen am Walde, Hochaltarbild Taufe Christi
- um 1768: Linz Kirche der Elisabethinen, Figuren der Deckenfresken, Architekturmalerei von Matthias Dollicher
- 1769: St Pölten Kirche der Englischen Fräulein, Kuppelfresko
- 1772–1774: Herzogenburg Stift, Saalfresko
- 1774–1776: Stift Admont, Deckenfresken in der Stiftsbibliothek Admont[8]
- ?: Hochaltarbild hl. Ägydius in der Pfarrkirche Paasdorf

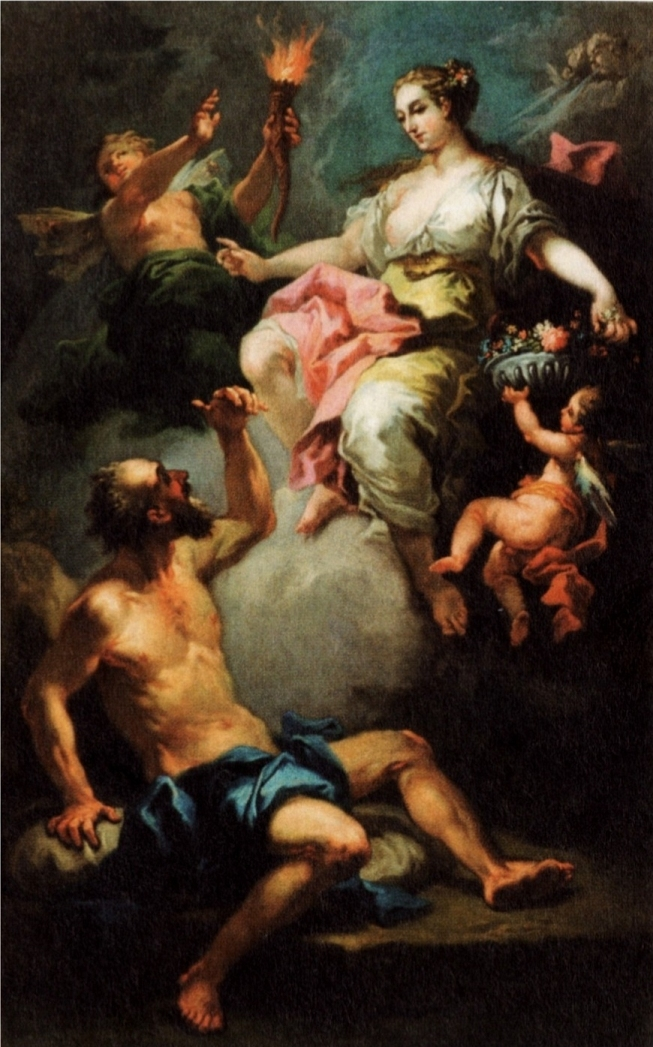
Aurora weckt Morpheus (1769)
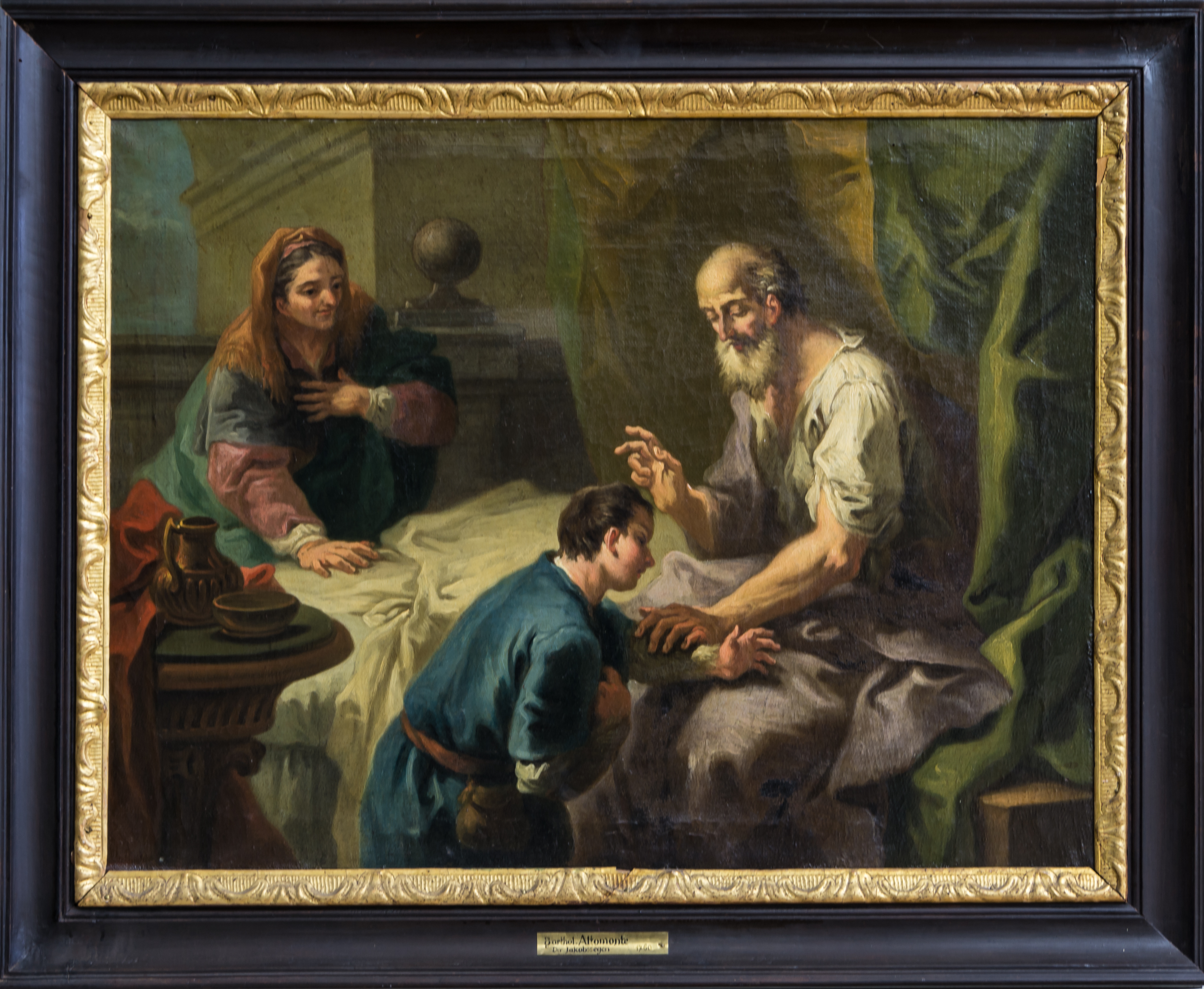
Jakobssegen (1760)
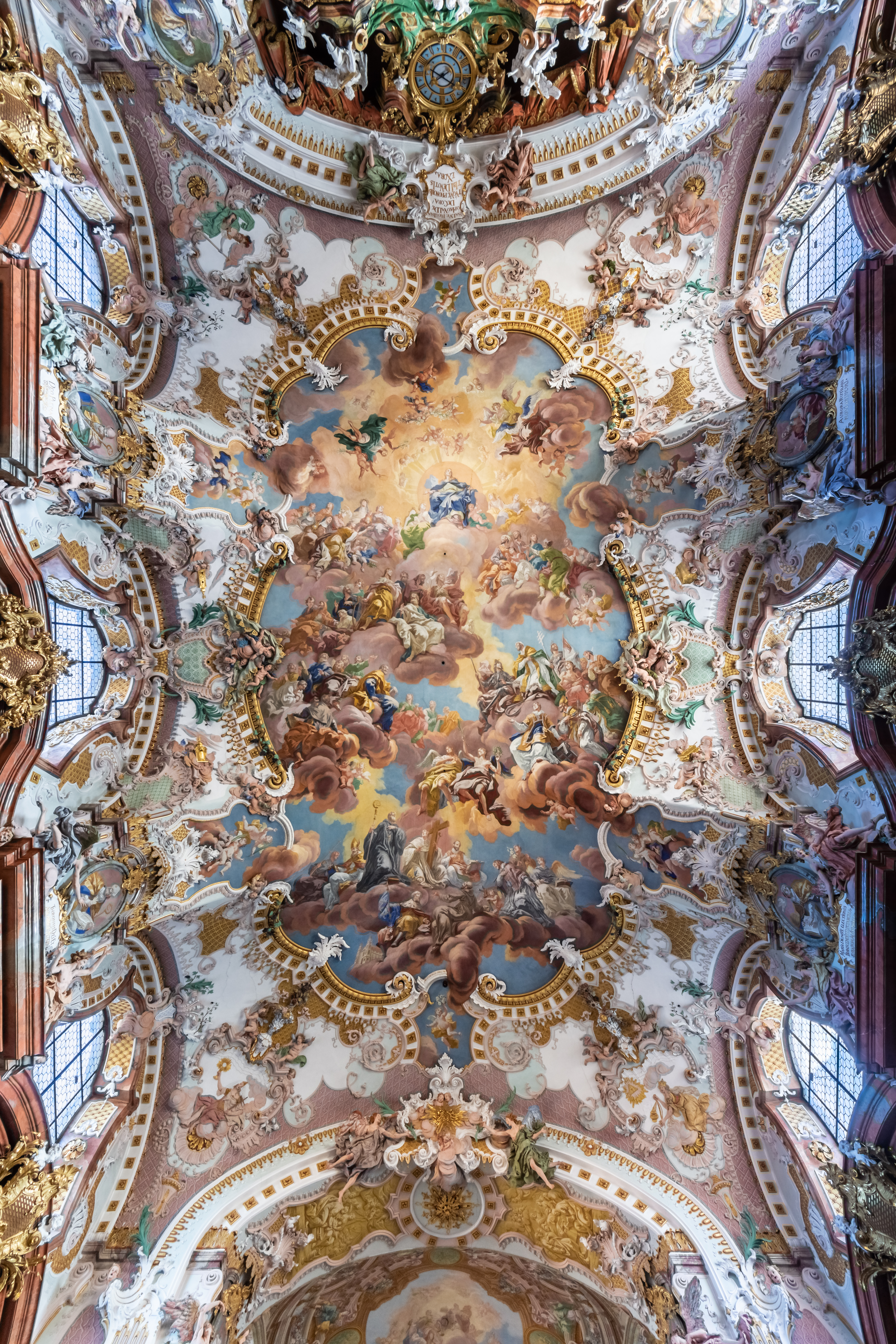
Deckenfresko der Stiftskirche Wilhering (1741)